# Fußball-Weltmeisterschaft 1986/Algerien
Dieser Artikel behandelt die algerische Fußballnationalmannschaft bei der Fußball-Weltmeisterschaft 1986.

## Qualifikation

### Erste Runde
Als eines der laut FIFA besten drei Teams Afrikas kam Algerien automatisch eine Runde weiter.

### Zweite Runde
| Angola   | - | Algerien | 0:0 |
| Algerien | - | Angola   | 5:2 |

### Dritte Runde
| Algerien | - | Sambia   | 2:0 |
| Sambia   | - | Algerien | 0:1 |

### Finalrunde
| Tunesien | - | Algerien | 1:4 |
| Algerien | - | Tunesien | 3:0 |

## Algerisches Aufgebot
| Nr.               | Name                | Verein vor WM-Beginn | Geburtstag | Spiele   | Tore     | Gelbe Karte | Rote Karte |
| Torhüter          | Torhüter            | Torhüter             | Torhüter   | Torhüter | Torhüter | Torhüter    | Torhüter   |
| ----------------- | ------------------- | -------------------- | ---------- | -------- | -------- | ----------- | ---------- |
| 1                 | Nacerdine Drid      | MC Oran              | 22.01.1957 | 2        | 0        | 0           | 0          |
| 21                | Larbi El Hadi       | WA Boufarik          | 27.05.1951 | 2        | 0        | 0           | 0          |
| 22                | Mourad Amara        | JS Kabylie           | 19.02.1959 | 0        | 0        | 0           | 0          |
| Abwehrspieler     |                     |                      |            |          |          |             |            |
| 2                 | Mahmoud Guendouz    | JS El Biar           | 24.02.1953 | 3        | 0        | 0           | 0          |
| 3                 | Fathi Chebal        | FC Rouen             | 19.08.1956 | 0        | 0        | 0           | 0          |
| 4                 | Noureddine Kourichi | OSC Lille            | 12.04.1954 | 2        | 0        | 0           | 0          |
| 5                 | Abdellah Medjadi    | AS Monaco            | 01.12.1957 | 2        | 0        | 0           | 0          |
| 15                | Abdelhamid Sadmi    | JS Kabylie           | 01.01.1961 | 0        | 0        | 0           | 0          |
| 16                | Faouzi Mansouri     | HSC Montpellier      | 17.01.1956 | 3        | 0        | 1           | 0          |
| 19                | Mohamed Chaïb       | RC Kouba             | 20.05.1965 | 0        | 0        | 0           | 0          |
| 20                | Fodil Megharia      | ASO Chlef            | 23.05.1961 | 2        | 0        | 0           | 0          |
| Mittelfeldspieler |                     |                      |            |          |          |             |            |
| 6                 | Mohamed Kaci-Saïd   | RC Kouba             | 02.05.1958 | 3        | 0        | 0           | 0          |
| 8                 | Karim Maroc         | HSC Montpellier      | 05.03.1958 | 2        | 0        | 0           | 0          |
| 10                | Lakhdar Belloumi    | GC Mascara           | 29.12.1958 | 3        | 0        | 0           | 0          |
| 12                | Tedj Bensaoula      | Le Havre AC          | 01.12.1954 | 1        | 0        | 0           | 0          |
| 14                | Djamel Zidane       | Thor Waterschei      | 28.04.1955 | 3        | 1        | 0           | 0          |
| 18                | Alim Ben Mabrouk    | RC Paris             | 25.06.1960 | 2        | 0        | 0           | 0          |
| Stürmer           |                     |                      |            |          |          |             |            |
| 7                 | Salah Assad         | FC Mulhouse          | 13.03.1958 | 2        | 0        | 0           | 0          |
| 9                 | Djamel Menad        | JS Kabylie           | 22.07.1960 | 2        | 0        | 0           | 0          |
| 11                | Rabah Madjer        | FC Porto             | 15.02.1958 | 3        | 0        | 1           | 0          |
| 13                | Rachid Harkouk      | Notts County         | 30.05.1959 | 2        | 0        | 0           | 0          |
| 17                | Fawzi Benkhalidi    | WA Boufarik          | 03.02.1963 | 0        | 0        | 0           | 0          |
| Trainer           |                     |                      |            |          |          |             |            |
|                   | Rabah Saâdane       |                      | 03.05.1946 |          |          |             |            |

## Spiele der algerischen Mannschaft
- Algerien –  Nordirland 1:1 (0:1)

Stadion: Estadio Tres de Marzo (Guadalajara)
Zuschauer: 22.000
Schiedsrichter: Butenko (Sowjetunion)
Tore: 0:1 Whiteside (6.), 1:1 Zidane (59.)
- Brasilien –  Algerien 1:0 (0:0)

Stadion: Estadio Jalisco (Guadalajara)
Zuschauer: 48.000
Schiedsrichter: Méndez (Guatemala)
Tore: 1:0 Careca (66.)
- Spanien –  Algerien 3:0 (1:0)

Stadion: Estadio Tecnológico (Monterrey)
Zuschauer: 20.000
Schiedsrichter: Takada (Japan)
Tore: 1:0 Calderé (15.), 2:0 Calderé (68.), 3:0 Eloy (70.)
Brasilien blieb ohne Gegentreffer zwar Sieger der Gruppe D, doch die Erfolge über Spanien (1:0) und vor allem gegen Algerien (1:0), sowie Nordirland (3:0) waren spielerisch wenig überzeugend. Auch Spanien als Gruppenzweiter besiegte Nordirland (2:1) eher mühevoll, gegen nachlassende Algerier gewann es aber eindeutiger (3:0). Algerien und Nordirland trennten sich in einem schwachen Spiel 1:1 und schieden aus.